# Team Meritus
Qi-Meritus Mahara (dawniej Meritus Asia Pacific Ltd, PTM Motorsport) – malezyjski zespół startujący w wyścigach samochodowych, założony w 1989 roku przez Petera Thompsona oraz Firhata Mokhzani. W historii startów ekipa pojawiała się w stawce Formuły Opel, azjatyckiej Formuły V6, azjatyckiej Formule 2000, azjatyckiej Formuły BMW, pacyficznej Formuły BMW, brytyjskiej Formuły 3, Grand Prix Makau, JK Racing Asia Series oraz azjatyckiej serii GP2. Siedziba zespołu mieści się w Kuala Lumpur. Zespół jest najbardziej utytułowanym spośród wszystkich ekip startujących w seriach azjatyckich.

## Starty

### Azjatycka seria GP2
| Rok       | Bolid              | Kierowcy         | Wyścigi | Wygrane | PP | NO | Pkt | M.K. | M.Z. |
| --------- | ------------------ | ---------------- | ------- | ------- | -- | -- | --- | ---- | ---- |
| 2008      | Dallara–Mecachrome | Hiroki Yoshimoto | 10      | 0       | 0  | 0  | 13  | 10   | 9    |
| 2008      | Dallara–Mecachrome | Luca Filippi     | 10      | 0       | 0  | 0  | 4   | 17   | 9    |
| 2008/2009 | Dallara–Mecachrome | Alex Yoong       | 3       | 0       | 0  | 0  | 0   | 25   | 10   |
| 2008/2009 | Dallara–Mecachrome | Marco Bonanomi   | 8       | 0       | 0  | 0  | 0   | 22   | 10   |
| 2008/2009 | Dallara–Mecachrome | Earl Bamber      | 5       | 0       | 0  | 0  | 8   | 14   | 10   |
| 2008/2009 | Dallara–Mecachrome | Álvaro Parente   | 6       | 0       | 0  | 1  | 1   | 21   | 10   |
| 2009/2010 | Dallara–Mecachrome | Luca Filippi     | 8       | 1       | 1  | 1  | 29  | 2    | 4    |
| 2009/2010 | Dallara–Mecachrome | Diego Nunes      | 2       | 0       | 0  | 0  | 0   | 28   | 4    |
| 2009/2010 | Dallara–Mecachrome | Alexander Rossi  | 6       | 0       | 0  | 0  | 12  | 9    | 4    |